# Danh sách loài thú theo số lượng
Dưới đây là tổng hợp danh sách các loài thú có số lượng cá thể trên toàn cầu được ước tính, chia theo các phân loại động vật có vú (Mammal classification). Các danh sách này chỉ tồn tại đối với một số phân loại, chẳng hạn như phân loại đa dạng nhất là loài gặm nhấm thì lại bị thiếu). Phần lớn các dữ liệu trong các danh sách này do Nhóm Đánh giá thú Toàn cầu của IUCN (tiếng Anh: IUCN's Global Mammal Assessment Team), bao gồm 1700 nhà khoa học chuyên nghiên cứu về thú của hơn 130 quốc gia, đã xây dựng nên. Họ đã ghi nhận 5.488 loài trong các phân loại. Những danh sách này không toàn diện, vì không phải tất cả các động vật có vú đều có số lượng ước tính. Ví dụ, một con vật sống của loài Cá voi răng thuổng lần đầu tiên được quan sát vào tháng 12 năm 2010, và sự kiện này chỉ được công nhận như vậy vào tháng 11 năm 2012; không có ước tính nào tồn tại đối với dân số toàn cầu. Độ chính xác của các số báo giá chỉ có thể là một thứ tự cường độ. Người ta ước tính rằng tổng số động vật có vú hoang dã trên thế giới là khoảng 130 tỷ cá thể.

## Danh sách
- Danh sách các loài guốc chẵn theo số lượng: Gồm những loài đáng chú ý như gia súc, bò, cừu, lợn, dê, trâu nước, lạc đà, bò rừng bizon, bò yak, llama, hươu, linh dương, hươu cao cổ, nai sừng tấm, hà mã
- Danh sách các loài guốc lẻ theo số lượng: Gồm những loài đáng chú ý như ngựa, lừa, la, ngựa vằn, lừa hoang, tê giác, lợn vòi
- Danh sách các loài ăn thịt theo số lượng: Gồm những loài đáng chú ý như mèo và chó hoang và chó nhà, hải cẩu và các động vật có vú khác ở biển (thú biển), gấu, chồn, cáo, chồn măng gút
- Danh sách các loài linh trưởng theo số lượng gồm con người, khỉ lớn, khỉ
- Danh sách các loài trong bộ Cá voi
- Danh sách các loài dơi theo số lượng